# Campylaspis roscida
Campylaspis roscida är en kräftdjursart som beskrevs av Hale 1945. Campylaspis roscida ingår i släktet Campylaspis och familjen Nannastacidae. Inga underarter finns listade i Catalogue of Life.